# Tokmaklıdere, Söğütlü
Tokmaklıdere là một xã thuộc quận Söğütlü, tỉnh Sakarya, Thổ Nhĩ Kỳ. Dân số thời điểm năm 2008 là 220 người.